# Gary Rossington
Gary Robert Rossington (Jacksonville, 4 dicembre 1951 – 5 marzo 2023) è stato un musicista e chitarrista statunitense, noto per aver fondato la band rock Lynyrd Skynyrd.
Tra i maggiori successi del gruppo di cui egli è stato coautore vi sono Sweet Home Alabama e Simple Man. Il suo stile chitarristco, basato su influenze blues e country, è stato decisivo nel creare il sound che ha sempre contraddistinto i Lynyrd Skynyrd.
Alla sua morte, nel 2023, Rossington era l'ultimo membro della formazione originale ancora in vita.

## Biografia

### I primi anni
Gary nacque a Jacksonville il 4 dicembre 1951. Cominciò a suonare la chitarra già dall'età di dieci anni. Nell'estate del 1964 insieme ad alcuni amici di Jacksonville (quali Ronnie Van Zant, Larry Junstrom, Allen Collins e Bob Burns) fondò quelli che dopo sarebbero diventati i futuri Lynyrd Skynyrd.

### I Lynyrd Skynyrd
Nel 1973 i Lynyrd (che nel corso degli anni avevano apportato cambiamenti alla formazione, come ad esempio l'inclusione nel gruppo di Ed King, Leon Wilkeson e Billy Powell e l'esclusione di Junstrom) sfornarono il loro primo album (Pronounced 'Lĕh-'nérd 'Skin-'nérd). Gary in quest'album fece le veci della chitarra solista in cinque degli otto pezzi dell'album (Tuesday's Gone, Gimme Three Steps, Things Goin' On, Poison Whiskey e Simple Man). Con la band registrò anche i successivi album Second Helping, Nuthin' Fancy, Gimme Back My Bullets e Street Survivors. Continuò nei Lynyrd fino al famoso incidente aereo del 1977. Gary rimase gravemente ferito con due braccia, una gamba e il bacino rotti e stomaco e fegato perforati. Nel 1979 riapparve con gli Skynyrd insieme ad Allen e Charlie Daniels alla Volunteer Jam.
Negli anni successivi Gary formò insieme ad Allen Collins i The Rossington-Collins Band con cui incise due album. Dopo lo scioglimento della band Gary fece parte dei The Rossington Band (con cui incise due album, la band si sciolse nel 1988).

### La reunion
Nel 1987 Gary e Johnny Van Zant (fratello dell'originale cantante deceduto) decisero di fare un tour di riunione per commemorare gli Skynyrd, insieme ad alcuni membri della band (Billy Powell, Ed King, Leon Wilkeson, Artimus Pyle e Allen Collins). Dopo il successo del tour la band decise di incidere nuovi album sempre sotto il nome di Lynyrd Skynyrd. Gli album dei nuovi Lynyrd (The Last Rebel, Lynyrd Skynyrd 1991, Endangered Species, Twenty, Lyve from Steel Town, Edge Of Forever, Christmas Time Again, Vicious Cycle, God & Guns e il loro ultimo lavoro Last of a Dyin' Breed) attraversarono morti (quella di Allen Collins nel 1990, quella di Leon Wilkeson nel 2001 e quella di Billy Powell nel 2009), sostituti e ritirati (Ean Evans subentrato a Leon, deceduto nel 2009, Rickey Medlocke subentrato ad Artimus Pyle, adesso è il secondo chitarrista della band, Peter Keys subentrato a Billy Powell, Michael Cartellone, subentrato per ricoprire il ruolo di Rickey, Robert Kearns, subentrato a Ean Evans e Mark Matejka, membro dal 2006 terzo chitarrista).

### Morte
È deceduto il 5 marzo 2023 all'età di 71 anni; la notizia è stata resa pubblica dagli Skynyrd stessi, sulle loro pagina social.

## Discografia

### Con i Lynyrd Skynyrd

#### In studio
- 1973 - (Pronounced 'Lĕh-'nérd 'Skin-'nérd)
- 1974 - Second Helping
- 1975 - Nuthin' Fancy
- 1976 - Gimme Back My Bullets
- 1977 - Street Survivors
- 1991 - Lynyrd Skynyrd 1991
- 1993 - The Last Rebel
- 1994 - Endangered Species
- 1997 - Twenty
- 1999 - Edge Of Forever
- 2000 - Christmas Time Again
- 2003 - Vicious Cycle
- 2009 - God & Guns
- 2012 - Last of a Dyin' Breed

### Con The Rossington-Collins Band
- 1980 - Anytime, Anyplace, Anywhere
- 1981 - This Is The Way

### Con The Rossington Band
- 1986 - Runned To The Scene Of The Crime
- 1988 - Love Your Man
- 2016 - Take It On Faith

## Chitarre
- Gibson SG, usata dal 1974 fino a fine carriera
- Gibson Les Paul, modello del 59 (lo stesso di Slash, chitarrista dei Guns N' Roses), utilizzò questa chitarra durante i primi live degli Skynyrd e per le registrazioni in studio. Nonostante non sia più la chitarra più usata da Gary, ha continuato comunque a utilizzarla fino a fine carriera.

## Curiosità
- Nel 1976 Gary comprò una nuova macchina (una Ford Torino color nocciola metallizzato). Durante una sera del weekend del Labour Day di quell'anno, sotto l'effetto di alcool e metaqualone, Gary svenne al volante col piede schiacciato sull'acceleratore. La Torino, con un Rossington privo di coscienza al volante, andò a sbattere contro il portico di una casa, distruggendolo (per un totale di 7000$ di danni), abbatté un palo del telefono e finì la sua corsa andando a sbattere contro una quercia. Curiosamente, la sera stessa dell'incidente di Gary anche l'altro chitarrista degli Skynyrd, Allen Collins, rimase coinvolto in un incidente analogo, sempre sotto effetto di alcool e metaqualone. Perse il controllo della sua auto e andò a sbattere contro una Volkswagen in un parcheggio deserto, causando danni solo alle due vetture e rimanendo illeso. Van Zant si infuriò con i due per aver messo a repentaglio le proprie vite, oltre che il futuro della band. Il testo della canzone That Smell, è il monito di Ronnie per Gary e Allen a non strafare. Infatti nella canzone viene chiaramente citato l'andamento della serata di Gary "Whiskey bottles and brand new cars, oak tree you're in my way. There's too much coke and too much smoke..."
- Gary per quasi tutta la sua vita ha avuto problemi riguardanti alcool e droga. Prima di morire aveva affermato di non fare più uso di sostanze viste le sue precarie condizioni di salute.